# 源為義
源为义（1096年（永长元年）—1156年（保元元年）8月17日（7月30日））為平安时代末期的武将，父亲是源义亲，祖父是源义家，源为义在叔父源义忠遭到暗杀后成为河内源氏的栋梁。通称六条判官、陆奥四郎。
因为失去了白河法皇和鸟羽上皇的信任，而辞去了检非违使的职位。后来因为接近摄關家藤原忠实和藤原赖长而恢复了原来的势力。获得了从五位下左卫门大尉检非违使的官职，之後他的第八个儿子源为朝因乱行被罢官。在保元之乱中他是崇德上皇一方的主力，因为战败被后白河天皇一方的自己的长子源义朝处以死刑。

## 生平

### 崭露头角
永长元年（1096年）出生，是源义亲的四子，从小就跟着叔父义忠和祖父义家一起生活，有說法認為為義可能是義家的兒子。嘉承元年（1106年），义家去世，义忠继承了家督之位。天仁二年（1109年），义忠遭到暗杀，义忠的叔父源义纲一族受到怀疑和声讨。于是源为义联合了美浓源氏的源光国讨伐义纲，成功擒获义纲，于是14岁就成为了左卫门少尉。
他最初娶了藤原忠清之女，生了长子源义朝。保安五年（1124年），担任检非违使，因为受到了受领（官职）的反对而官位低迷。

## 家族

### 父母
- 父亲：源义亲
- 母亲：不明
- 义父：源义忠、源义家

### 兄弟
- 源义信
- 源义俊
- 源义泰
- 源义行
- 源宗清

### 妻子
- 藤原忠清之女
- 六条重俊之女
- 源基实之女
- 贺茂成宗之女
- 江口（现日本尼崎市的神崎）的妓女
- 立田御前

### 儿女

#### 儿
- 源义朝（母：藤原忠清之女）长子
- 源义贤（日语：源義賢）（母：六条重俊之女）次子
- 源义宁（母：六条重俊之女）三子
- 源赖贤（母：源基实之女）四子
- 源赖仲（母：源基实之女）五子
- 源为宗（母：源基实之女）六子
- 源为成（母：贺茂成宗之女）七子
- 源为朝（母：江口的妓女）八子
- 源为仲（母：江口的妓女）九子
- 源行家（母：立田御前）十子
- 源维义（母：不明）十四子
- 源赖定
- 源正亲

#### 女
- 鸟居禅尼（母：立田御前）
- 源氏（佐佐木秀义的正妻）
- 源氏（藤原光隆的正妻）